# TMED3
TMED3 (англ. Transmembrane p24 trafficking protein 3) – білок, який кодується однойменним геном, розташованим у людей на короткому плечі 15-ї хромосоми. Довжина поліпептидного ланцюга білка становить 217 амінокислот, а молекулярна маса — 24 777.
| 10         |  | 20         |  | 30         |  | 40         |  | 50         |
| ---------- |  | ---------- |  | ---------- |  | ---------- |  | ---------- |
| MGSTVPRSAS |  | VLLLLLLLRR |  | AEQPCGAELT |  | FELPDNAKQC |  | FHEEVEQGVK |
| FSLDYQVITG |  | GHYDVDCYVE |  | DPQGNTIYRE |  | TKKQYDSFTY |  | RAEVKGVYQF |
| CFSNEFSTFS |  | HKTVYFDFQV |  | GDEPPILPDM |  | GNRVTALTQM |  | ESACVTIHEA |
| LKTVIDSQTH |  | YRLREAQDRA |  | RAEDLNSRVS |  | YWSVGETIAL |  | FVVSFSQVLL |
| LKSFFTEKRP |  | ISRAVHS    |  |            |  |            |  |            |

A: Аланін

C: Цистеїн

D: Аспарагінова кислота

E: Глутамінова кислота

F: Фенілаланін

G: Гліцин

H: Гістидин

I: Ізолейцин

K: Лізин

L: Лейцин

M: Метіонін

N: Аспарагін

P: Пролін

Q: Глутамін

R: Аргінін

S: Серин

T: Треонін

V: Валін

W: Триптофан

Задіяний у таких біологічних процесах, як транспорт, транспорт білків, альтернативний сплайсинг. 
Локалізований у мембрані, ендоплазматичному ретикулумі, цитоплазматичних везикулах, апараті гольджі.